# Оценка бриллиантов
Оценка бриллиантов — профессиональная деятельность по определению рыночной стоимости ювелирных бриллиантов в соответствии с принятыми в международной практике ювелирного бизнеса критериями.
Главные параметры, влияющие на стоимость: вес камня в каратах, отсутствие внутренних дефектов, качество огранки и цвет.
По опубликованным прейскурантам определяется цена за карат бриллианта на дату оценки. В оценочном деле используются специализированные описания для элементов бриллианта.
По весу в мировой практике бриллианты подразделяют на мелкие — до 0,29 карата, средние — от 0,30 до 0,69 карата и крупные — свыше 0,99 карата.
На предмет отсутствия дефектов и чистоты бриллианты исследуют в лупу десятикратного увеличения. Группа чистоты — профессиональная оценка, основанная на размере, количестве дефектов. К внутренним дефектам бриллианта относятся трещины, структурные неоднородности, включения других минералов.
Цвет бриллианта — относительное отсутствие (бесцветный) или присутствие слабых оттенков цвета в бриллианте. Ярко окрашенный бриллиант называется бриллиантом с фантазийным цветом.
Качественная огранка обеспечивает «игру» бриллианта (радужные вспышки, исходящие из камня) и блеск (живость, сверкание камня). Хорошо огранённый бриллиант стоит гораздо дороже, чем камень с плохой огранкой.
В некоторых странах по-разному оценивается форма бриллианта. Например, со скидкой оцениваются бриллианты с багетной или трапецевидной огранкой. Классической формой бриллианта, служащей эталоном цены, считается круглая форма.
Цену на бриллианты в мировой практике определяют по общепризнанным прейскурантам — например, Rapaport (рапапорт) — регулярно обновляемый прейскурант на бриллианты, признанный во всем мире. В России такие прейскуранты регулярно обновляет Гохран России.

## Элементы бриллианта
В технических условиях применяются следующие определения элементов бриллианта:
- ребро — линия, образованная пересечением двух смежных поверхностей бриллианта;
- грань (клин) — часть плоской поверхности бриллианта, ограниченная замкнутым контуром;
- площадка — наибольшая по площади единичная грань бриллианта, расположенная в центре короны;
- рундист — часть поверхности бриллианта, определяющая его форму в плане и расположенная между короной и павильоном;
- плоскость рундиста — воображаемая плоскость, пересекающая рундист, перпендикулярно его поверхности;
- корона (верх) — часть бриллианта, расположенная между плоскостью площадки и рундистом;
- павильон (низ) — часть бриллианта, расположенная между рундистом и калеттой (шипом);
- калетта — самая нижняя часть поверхности бриллианта; она может быть в виде точки (шипа), грани или линии на павильоне бриллианта;
- ось бриллианта — воображаемая прямая, перпендикулярная плоскости рундиста, проходящая через точку, являющуюся центром фигуры. Определяющей форму бриллианта при просмотре в плане (для бриллиантов формы огранки Г-56, Се-57 центром фигуры является точка
- ярус — замкнутый ряд, составленный гранями короны или павильона, расположенными на одном уровне и одинаково наклоненными к плоскости рундиста (только для бриллиантов ступенчатой и смешанной формы огранки);
- центральная зона — часть объёма бриллианта, находящаяся под площадкой, при просмотре в плане;
- периферийная зона — часть объёма бриллианта, ограниченная с внешней стороны контуром рундиста, а с внутренней воображаемым многоугольником, стороны которого проходят через общие вершины верхних и нижних клиньев верха;
- периферийная зона для бриллиантов ступенчатой огранки — часть объёма бриллианта, просматриваемая через ярус верха, примыкающий к рундисту;
- средняя зона — часть объёма бриллианта, находящаяся между центральной и периферийной зонами;
- узел — точка на рундисте, в которой сходятся клинья низа или верха.

Рекомендуемые следующие условные обозначения элементов бриллианта:
- D — диаметр бриллианта;
- A — длина бриллианта;
- B — ширина бриллианта;
- n — величина удлинения — отношение длины бриллианта к его ширине;
- bp — размер площадки;
- hr — высота рундиста;
- α — угол наклона граней верха;
- β — угол наклона граней низа;
- Cr — ширина срезанной части рундиста;
- Φ — угол среза.